# Гурка (Підляське воєводство)
Гурка (пол. Górka) — село в Польщі, у гміні Кринки Сокульського повіту Підляського воєводства.
У 1975-1998 роках село належало до Білостоцького воєводства.